# برشتسگدن الپ
برشتسگدن آلپ (به لاتین: Berchtesgaden Alps) یک رشته‌کوه در اتریش است که در زالتسبورگ واقع شده‌است. برشتسگدن آلپ ۲٬۹۴۱ متر بالاتر از سطح دریا واقع شده‌است.